# Андервуд, Питер
Питер Джордж Андервуд (англ. Peter George Underwood; 10 октября 1937, Великобритания — 7 июля 2014, Хобарт, Тасмания, Австралия) — австралийский юрист и политик, 27-й губернатор Тасмании (2008—2014).

## Биография
Питер Андервуд родился 10 октября 1937 года в Великобритании. В 13-летнем возрасте (в 1950 году) он эмигрировал в Австралию. Учился в школе в Лонсестоне (Тасмания). Служил в Военно-морском флоте Австралии.
В 1960 году окончил Университет Тасмании. Начиная с 1963 года, он занимался юридической практикой в компании Murdoch, Clarke, Cosgrove and Drake в Хобарте. C 1970 по 1983 год Андервуд был директором National Heart Foundation[en].
С начала 1970-х годов женой Питера Андервуда была Фрэнсис Андервуд. К тому времени у Фрэнсис было четверо детей от предыдущего брака, а у Питера — трое. Впоследствии у них родился сын Уильям.
В 1983 году Питер Андервуд представлял в суде интересы федеральных властей Австралии, отстаивая их право воспрепятствовать строительству плотины на реке Франклин на западе Тасмании.
В 1984 году он был назначен судьёй Верховного суда Тасмании, а 2 декабря 2004 года стал председателем (англ. Chief Justice) Верховного суда Тасмании.
В 2001 году Андервуд получил звание почётного доктора права (англ. Honourary Doctor of Laws). В июне 2002 года он стал офицером ордена Австралии (A.O.), а в июне 2009 года — компаньоном того же ордена (A.C.).
3 марта 2008 года было объявлено, что Питер Андервуд займёт место губернатора Тасмании. 28 марта он ушёл с поста председателя Верховного суда Тасмании, а 2 апреля принял губернаторскую присягу.
Питер Андервуд скончался в Хобарте 7 июля 2014 года, вскоре после операции по удалению опухоли почки.